# Harknessiella purpurea
Harknessiella purpurea — вид грибів, що належить до монотипового роду Harknessiella.